# Peepshow
Peepshow — дев'ятий студійний альбом англійського рок-гурту Siouxsie and the Banshees, випущений у Великій Британії 5 вересня 1988 року лейблом Polydor Records та наступного дня у США лейблом Geffen Records. Це був їхній перший запис як квінтету. З приходом мультиінструменталіста Мартіна Маккарріка та гітариста Джона Кляйна гурт записав багатогранний альбом з різноманітними впливами. До нього увійшли сингли «Peek-a-Boo», «The Killing Jar» та «The Last Beat of My Heart».
Після виходу альбом отримав схвальні відгуки критиків: похвали стосувалися непередбачуваності оркестрування та нових нюансів у голосі Сьюзі. Платівка мала комерційний успіх, досягнувши 20-го місця у Великій Британії та 68-го в американському чарті Billboard 200. Загалом альбом провів у цьому чарті 20 тижнів. «Peek-a-Boo» посів перше місце в чарті Billboard Alternative Songs, а «The Killing Jar» — друге місце.

## Трек-лист
Автор музики Siouxsie and the Banshees. 
| Сторона 1 | Сторона 1         | Сторона 1      | Сторона 1  |
| #         | Назва             | Автор слів     | Тривалість |
| --------- | ----------------- | -------------- | ---------- |
| 1.        | «Peek-a-Boo»      | Сьюзі Сью      | 3:12       |
| 2.        | «The Killing Jar» | Стівен Северін | 4:04       |
| 3.        | «Scarecrow»       | Северін        | 5:06       |
| 4.        | «Carousel»        | Сьюзі          | 4:26       |
| 5.        | «Burn-Up»         | Сьюзі          | 4:32       |

| Сторона 2 | Сторона 2                   | Сторона 2     | Сторона 2  |
| #         | Назва                       | Автор слів    | Тривалість |
| --------- | --------------------------- | ------------- | ---------- |
| 6.        | «Ornaments of Gold»         | Сьюзі         | 3:50       |
| 7.        | «Turn to Stone»             | Северін       | 4:05       |
| 8.        | «Rawhead and Bloodybones»   | Сьюзі         | 2:29       |
| 9.        | «The Last Beat of My Heart» | Северін/Сьюзі | 4:30       |
| 10.       | «Rhapsody»                  | Северін       | 6:23       |

| Бонус-треки ремастированого CD-перевидання 2014 року | Бонус-треки ремастированого CD-перевидання 2014 року          | Бонус-треки ремастированого CD-перевидання 2014 року | Бонус-треки ремастированого CD-перевидання 2014 року |
| #                                                    | Назва                                                         | Автор слів                                           | Тривалість                                           |
| ---------------------------------------------------- | ------------------------------------------------------------- | ---------------------------------------------------- | ---------------------------------------------------- |
| 11.                                                  | «El Dia De Los Muertos» (Espiritu Mix)                        | Сьюзі                                                | 5:36                                                 |
| 12.                                                  | «The Killing Jar» (Lepidopteristic Mix)                       |                                                      | 8:06                                                 |
| 13.                                                  | «The Last Beat of My Heart» (Live Seattle Lollapalooza, 1991) |                                                      | 5:32                                                 |

## Персоналії
Siouxsie and the Banshees
- Сьюзі Сью — вокал
- Стівен Северін — електричний бас
- Баджі — барабани, перкусія і губна гармоніка
- Мартін Маккаррік — віолончель, клавішні, акордеон
- Джон Кляйн — гітара

Додатковий персонал
- Майк Хеджес — продюсер, звукорежисер

## Чарти
| Чарт (1988)                                  | Пікова позиція |
| -------------------------------------------- | -------------- |
| Канада Canada Top Albums/CDs (RPM)           | 74             |
| Нідерланди Dutch Albums (MegaCharts)         | 98             |
| European Albums (Music & Media)              | 64             |
| Німеччина German Albums (Offizielle Top 100) | 64             |
| Велика Британія UK Albums (OCC)              | 20             |
| US Billboard 200                             | 68             |

## Сертифікації
| Регіон                                             | Сертифікація | Продажі |
| -------------------------------------------------- | ------------ | ------- |
| Велика Британія (BPI)                              | Срібний      | 60 000^ |
| ^відвантаження, що базуються лише на сертифікаціях |              |         |